# Edgard Vanthilt
Edgard Frans Vanthilt (Leopoldsburg, 1 december 1909 - 12 mei 1973) was een Belgisch volksvertegenwoordiger en senator.

## Levensloop
Tijdens de Tweede Wereldoorlog was Vanthilt een tijd krijgsgevangen en trad nadien toe tot het Verzet. Beroepshalve sociaal secretaris, werd Vanthilt in 1952 verkozen tot gemeenteraadslid van Leopoldsburg. Ook was hij van 1954 tot 1958 provincieraadslid van Limburg
Voor de BSP zetelde hij van 1958 tot 1968 voor het arrondissement Hasselt in de Kamer van volksvertegenwoordigers. Vervolgens zetelde hij van 1968 tot aan zijn dood in 1973 in de Senaat als rechtstreeks verkozen senator. Vanaf december 1971 tot aan zijn overlijden had hij als gevolg van het toen bestaande dubbelmandaat ook zitting in de Cultuurraad voor de Nederlandse Cultuurgemeenschap, die op 7 december 1971 werd geïnstalleerd en de verre voorloper is van het Vlaams Parlement.
Hij is de vader van televisiepresentator Marcel Vanthilt.